# Feketeszárnyú goda
A feketeszárnyú goda (Limosa haemastica) a madarak (Aves) osztályának a lilealakúak (Charadriiformes) rendjébe, ezen belül a szalonkafélék (Scolopacidae) családjába tartozó faj.

## Rendszerezése
A fajt Jules Bourcier francia ornitológus írta le 1839-ben, a Scolopax nembe Scolopax Haemastica néven.

## Előfordulása
Alaszka és Kanada sarkvidéki területein honos, a Hudson-öböl jellegzetes madara. Telelni Dél-Amerika délkeleti részére vonul. Kóborlásai során eljut Nyugat-Európában, Ausztráliában és Dél-Afrikában is.  
Természetes élőhelyei a szubtrópusi és trópusi gyepek, nyílt vizek, lápok és mocsarak, valamint tengerpart menti brakkvizek és sós tavak.

## Megjelenése
Testhossza 42 centiméter, szárnyfesztávolság 66-76 centiméter, testtömege 195-358 gramm. Hosszú csőre és gázlólábai vannak.

## Életmódja
A sekély vízben gerinctelen állatokkal, rovarokkal és lárváikkal táplálkozik.

## Szaporodása
A földre rakja növényi anyagokból készített fészkét.

## Természetvédelmi helyzete
Az elterjedési területe rendkívül nagy, egyedszáma ugyan csökken, de még nem éri el a kritikus szintet. A Természetvédelmi Világszövetség Vörös listáján nem fenyegetett fajként szerepel.